# France Identité
France Identité est une application mobile française permettant de prouver son identité.

## Description
France Identité est une application qui permet de stocker sa carte d'identité, son permis de conduire et son certificat d'immatriculation, et via une autre application, sa carte vitale (quelqu'un ne disposant pas d'une carte d'identité peut posséder une carte vitale). Le prérequis est de posséder la carte nationale d'identité biométrique.